# Limnia pubescens
Limnia pubescens är en tvåvingeart som först beskrevs av Francis Day 1881.  Limnia pubescens ingår i släktet Limnia och familjen kärrflugor. Inga underarter finns listade i Catalogue of Life.